# Bellechasse FR
| FR ist das Kürzel für den Kanton Freiburg in der Schweiz. Es wird verwendet, um Verwechslungen mit anderen Einträgen des Namens Bellechasse zu vermeiden. |

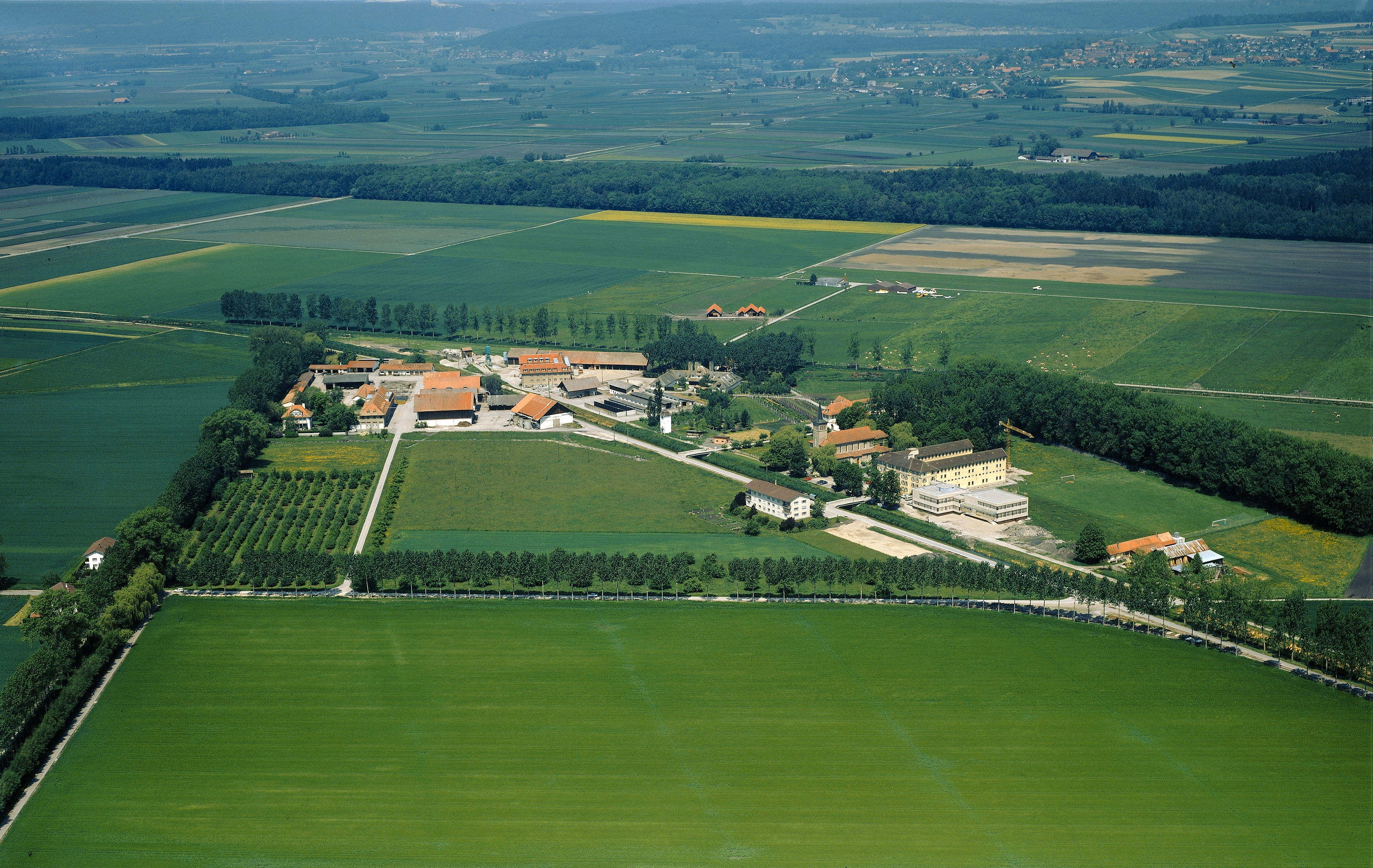
Bellechasse (1987)

Bellechasse ist ein Ort im Kanton Freiburg in der Schweiz, der vor allem für seine Strafanstalt bekannt ist. Er liegt auf den Gemarkungen von Sugiez in der Gemeinde Mont-Vully und Galmiz.

## Strafanstalt

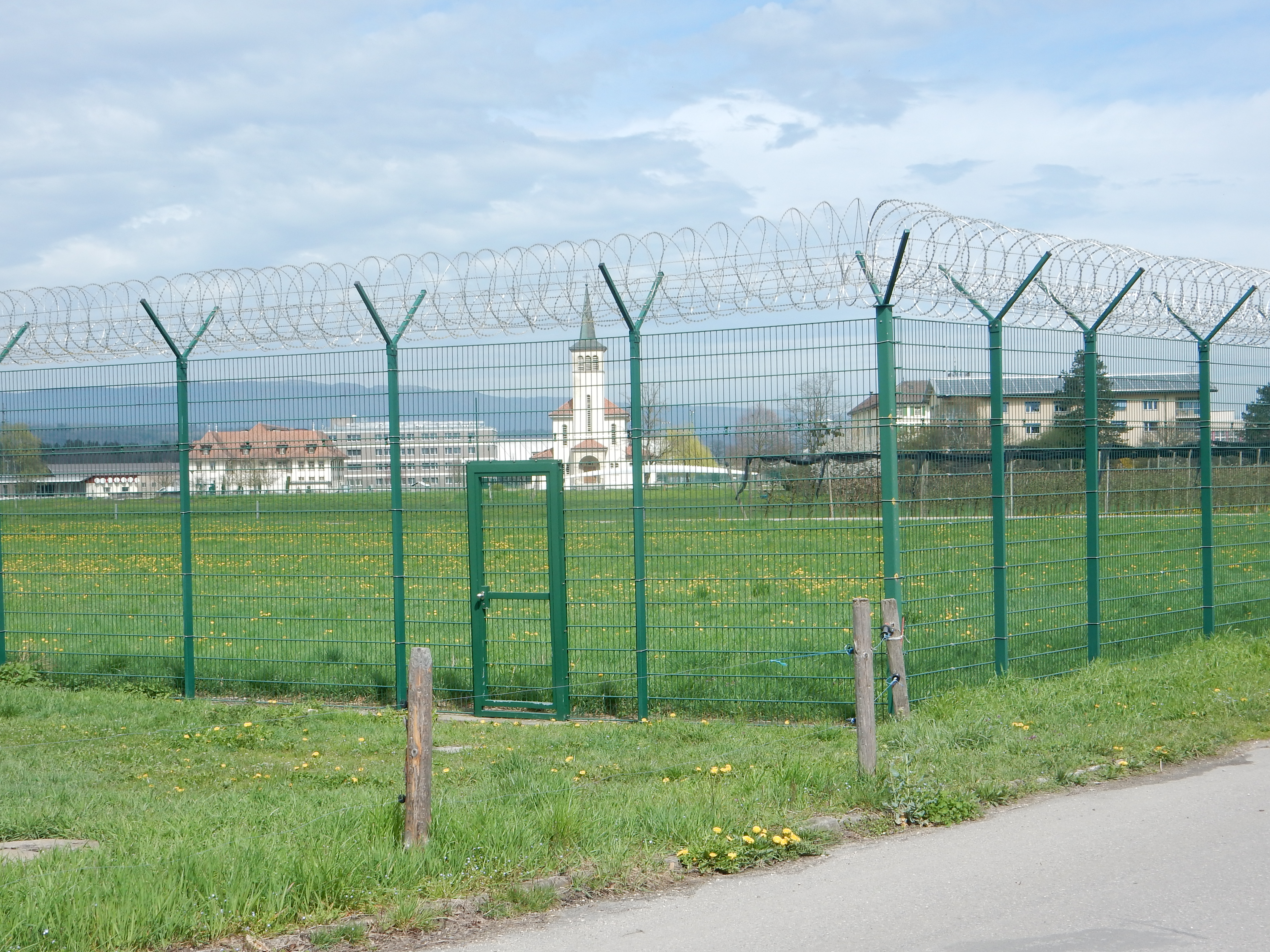
Bellechasse (2024)

Der Kanton Freiburg kaufte nach der ersten Juragewässerkorrektion Land im Grossen Moos, um dort einen landwirtschaftlichen Betrieb aufzubauen. Ab dem Jahre 1898 wurden dort die ersten Häftlinge aufgenommen, die bis heute auch im Landwirtschaftsbetrieb arbeiten. Seit dem Abschluss eines Konkordats der Kantone der Romandie und des Tessins von 1966 werden Ersttäter in der Strafanstalt inhaftiert.
Bekanntester Insasse war der ehemalige Brigadier Jean-Louis Jeanmaire.

## Varia
Es besteht dort ausserdem der von der Segelfluggruppe Freiburg betriebene Flugplatz Bellechasse (ICAO-Code LSTB).